# Nová Bystřice
Nová Bystřice (deutsch Neubistritz bzw. Neu-Bistritz; davor Neufistritz) ist eine Stadt im Okres Jindřichův Hradec in Tschechien. Sie liegt in der Region Jihočeský kraj in der Nähe der Grenze zu Österreich.

## Geografie
Nová Bystřice liegt an der Einmündung des Bystřický potok in die Dračice. Nachbarorte sind Dobrá Voda im Norden, Hůrky (Adamsfreiheit), Klenová (Leinbaum) und Albeř im Nordosten, Klášter (Kloster) im Osten, Artolec im Südosten, Nový Vojiřov (Böhmisch Bernschlag) im Westen und Sedlo im Nordwesten. Südlich befindet sich der Grenzübergang Grametten. Die Umgebung von Nová Bystřice gehört zum Naturpark Česká Kanada.

## Geschichte

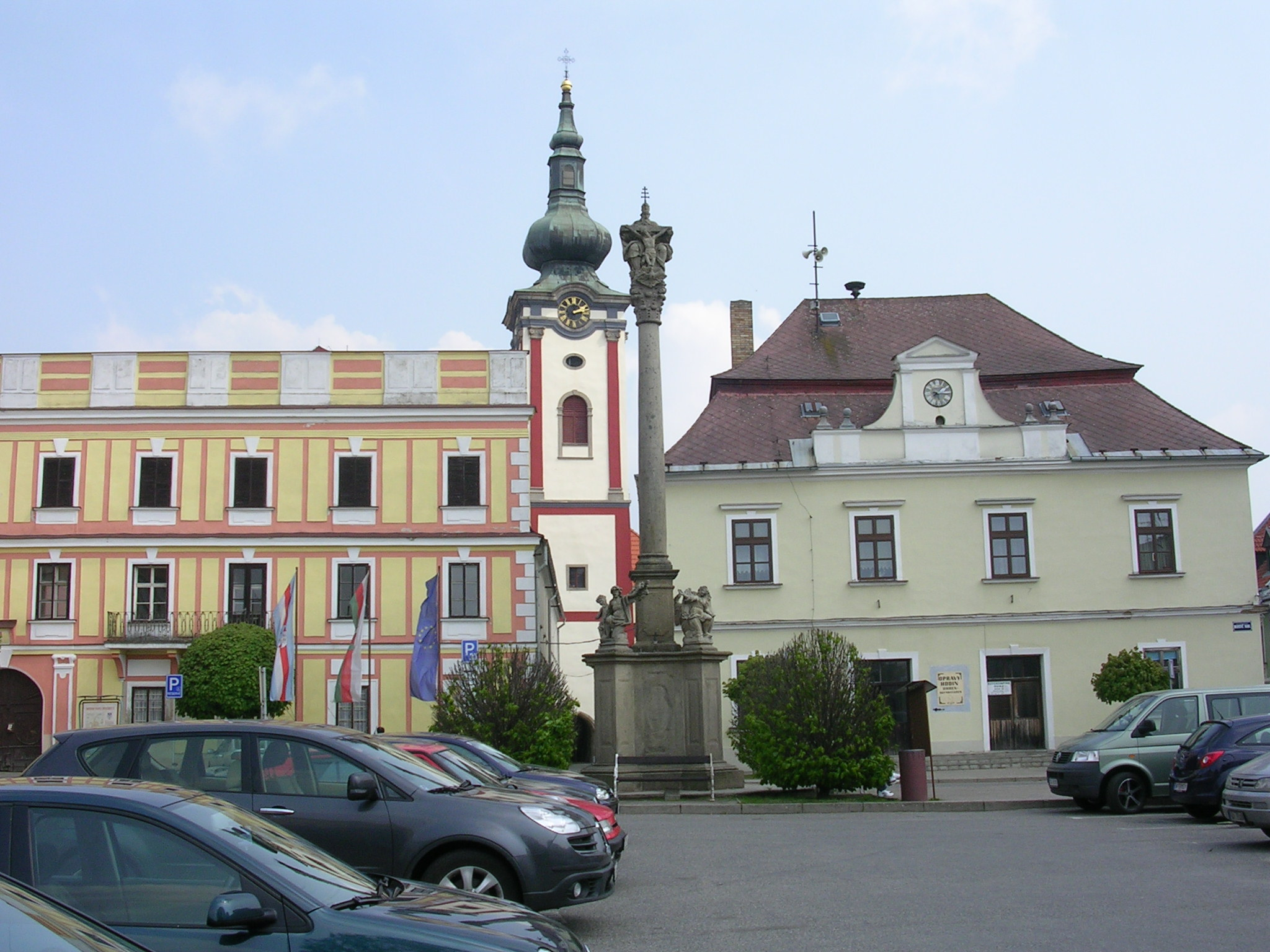
Stadtplatz mit Schloss

Die bairische ui-Mundart mit ihren speziellen Kennwörtern, wie Bui, Huit (Bub, Hut), weist auf eine Besiedlung durch bairische Stämme hin, die nach 1050, aber vor allem gegen Ende des 12. Jahrhunderts einsetzte. In dieser Zeit wird auch der "Nordwald" über Nova Bystrice kolonisiert. Christianisierung, Dreifelderwirtschaft und deutsches Stadtrecht waren wichtige Gründe der deutschen Ostkolonisation. Das Gebiet des späteren Fistritz/Bistritz gehörte zunächst zur österreichischen Herrschaft Raabs. Am 18. April 1175 übertrug Konrad II. von Raabs der Johanniterkommende Mailberg einen Wald sowie einen Hof am Fluss „Vistricz“ (Bystřický potok). Dort errichteten die Johanniter zunächst eine Mönchszelle, aus der sich später die erste Pfarrkirche von Bistritz entwickelte. Die Siedler des um die Mönchszelle angelegten Wohnplatzes kamen aus Niederösterreich. Nachdem die Grafen von Raabs 1191 erloschen, gelangte die Herrschaft Raabs an die Zöbinger, denen nacheinander die Weikertschlag, Hirschberg und schließlich die Plain-Hardegg folgten. Nach dem Tod der Brüder Otto und Konrad von Plain-Hardegg, die im Krieg gegen Ungarn fielen, übertrug Königin Margarethe, Ehefrau des böhmischen Königs Ottokar II. Přemysl, 1260 die Herrschaft Raabs dem Obersten Marschall von Böhmen und Landeshauptmann der Steiermark, Wok von Rosenberg. Dessen Sohn Heinrich I. von Rosenberg musste mit einer am 26. März 1282 in Wien ausgestellten Urkunde die Herrschaft Raabs an den österreichischen Herzog Albrecht abtreten, wobei der nördlichste Teil mit Fistritz/Bistritz an Böhmen fiel. Als Besitzer der Herrschaft Bistritz ist für das Jahr 1282 Sezema von Landstein nachgewiesen, der dem witigonischen Familienzweig der Herren von Landstein entstammte. Ihm folgte sein Sohn Witiko/Vítek und danach dessen Sohn Wilhelm von Landstein. 1341 wurde Bistritz zur Stadt erhoben und 1348 erteilte Kaiser Karl IV. den Herren von Landstein Freiheiten und Privilegien.
Nach dem Tod von Wilhelms Sohn Litold um 1381 fiel Bistritz zusammen mit der Burg und Herrschaft Landstein als erledigtes Lehen an König Wenzel IV. Er überließ beide Herrschaften seinem Höchsten Hofmeister, dem österreichischen Adligen Konrad Kraiger von Kraigk. Dessen Sohn Lipold erbte 1399 die Herrschaften Bistritz und Landstein. Als Hauptmann von Budweis stand er zu Beginn der Hussitenkriege auf Seiten der Katholiken. Deshalb brannte der Hussitenheerführer Jan Žižka 1420 Lipolds Burg und Stadt Bistritz nieder und nahm Lipolds Frau Anna von Meseritsch und deren Tochter Dorothea gefangen. Nach Lipolds Tod 1433 gelangte Bistritz an dessen Brudersohn Wolf Kraiger von Kraigk. Er war ein Anhänger der Utraquisten und residierte überwiegend auf dem Schloss in Bistritz. 1482 bestätigte er der Stadt Bistritz die bisherigen Privilegien. Das während der Hussitenkriege zerstörte Bistritz wurde unter seiner Herrschaft wieder aufgebaut. Danach bürgerte sich die Ortsbezeichnung „Neufistritz/Neubistritz“ ein. Nach Wolfs Tod 1491 übernahm sein Sohn Konrad die Herrschaft Neubistritz. 1513 verkaufte er sie seinem Brudersohn Wolf, der von Kaiser Ferdinand I. in den Herrenstand aufgenommen und zum Prager Burggraf ernannt wurde.
Im 16. Jahrhundert breitete sich die Reformation aus. Nach Wolfs Tod 1554 erbten dessen Söhne Wilhelm und Jan die Herrschaft Neubistritz. Nachdem beide ohne Nachkommen starben, gelangte deren verschuldete Herrschaft 1575 an Johann d. Ä. von Lobkowitz (Jan starší z Lobkovic). Zu dieser Zeit bestand die Herrschaft Neubistritz aus Albeř, Žišpachy, Kutbrun (Dobra Voda), Klenová, Artoleč, Peršlák, Lhota, Koproun, Kuňov, Romanova sowie den Ansiedlungen Rejchýřov und Klášter. 1602 gelangte Neubistritz an Disiderius Proskovský von Proskov, der es zwei Jahre später dem kaiserlichen Rat Radoslav Kinsky von Wchynitz und Tettau verkaufte. Er bestätigte die bisherigen Privilegien und gewährte den Untertanen das Recht des Heimfalls. 1607 vernichtete ein Feuer weite Teile der Stadt sowie das Schloss.
1615 erwarb Lucie Otýlie von Neuhaus die Herrschaft Neubistritz. Sie war eine Schwester des Joachim Ulrich von Neuhaus, mit dem 1604 der witigonische Familienzweig der Herren von Neuhaus erlosch. Seit 1602 war sie mit Wilhelm Slavata verheiratet, mit dem sie vier Söhne hatte. Sie berief die ersten Tuchweber aus Iglau nach Neubistritz. Zur Hochzeit ihres Sohnes Adam Paul mit Maria Margarethe von Eggenberg 1626 schenkte sie ihm die Herrschaften Neubistritz und Chlumec. Obwohl er von Maria Margaretha noch am Tag der Hochzeit verlassen wurde, heiratete er nicht mehr. Er residierte auf dem Schloss Neubistritz und berief wegen der vermuteten Silbervorkommen Bergleute aus Sachsen. Nach Adam Pauls Tod erbte Neubistritz dessen Brudersohn Ferdinand Wilhelm Slavata, dem bereits Platz und Teltsch gehörten. Da er das Amt des königlichen Statthalters bekleidete, hielt er sich die meiste Zeit in Prag auf, wo er 1673 starb. Ihm folgte sein Bruder Johann Georg (Jan Jiří), der 1689 starb. 1693 gelangte Neubistritz an den Freiherrn Jan Leopold Ernst von Fünfkirchen, der mit Maria Anna Gräfin Paar verheiratet war. Nach mehreren Besitzerwechseln erwarb Neubistritz 1843 Gräfin Theresie von Trautmannsdorff. Weitere Besitzer waren u. a. die Herren von Riese–Stallburg und Friedrich von Schönburg-Waldenburg. Er verkaufte Neubistritz 1909 der Wiener Familie Kern, die nach der Gründung der Tschechoslowakei 1918 einen Teil des Grundbesitzes durch die nachfolgende Bodenreform verlor. Das Land wurde Großteils an tschechische Bauern und Neusiedler verteilt. Seit Anfang des 19. Jahrhunderts wohnten auch jüdische Einwohner in Neubistritz. Für sie wurde 1878 ein Friedhof und 1893 eine Kultusgemeinde errichtet.
Nach der Aufhebung der Patrimonialherrschaft war Neubistritz seit 1850 Sitz eines Gerichtsbezirks. Von wirtschaftlicher Bedeutung waren im 19. Jahrhundert Leinen- und Baumwollfabriken, in denen zeitweise mehr als 1.500 Arbeiter beschäftigt waren. Um die Wende vom 19. zum 20. Jahrhundert wanderten viele Menschen nach Amerika aus. 1929 wurde die Brauerei stillgelegt.
Nach dem Ersten Weltkrieg kam der zuvor zu Österreich-Ungarn gehörende Ort, der 1910 zu 96 % von Deutschmährern bewohnt wurde, durch den Vertrag von Saint-Germain zur Tschechoslowakei. In der Zwischenkriegszeit führten Maßnahmen wie die Bodenreform 1919, die Sprachenverordnung 1926, Neuansiedlungen sowie Neubesetzungen von Beamtenposten durch Personen der tschechischen Volksgruppe zu vermehrten Spannungen im ganzen Lande. Mit 1. Oktober 1938 bildete Neubistritz infolge des Münchner Abkommens einen eigenen Landkreis, der zum Reichsgau Niederdonau gehörte.
Nach dem Ende des Zweiten Weltkrieges wurden die im Münchner Abkommen an Deutschland übertragenen Territorien wieder der Tschechoslowakei zugeordnet. Am 28. Mai 1945 begannen  Tschechen, system- und zeitgleich mit den umliegenden Orten, mit der Vertreibung der deutschsprachigen Bürger über die Grenze nach Österreich.
Nach der Übernahme der Macht in der Tschechoslowakei durch die Kommunisten 1948 wurde die Gegend von Nová Bystřice wegen der Grenznähe zu Österreich zum politischen Sperrbezirk erklärt und lag am sogenannten Eisernen Vorhang. Nachfolgend wurden in den grenznahen Dörfern zahlreiche Häuser und Gehöfte dem Verfall preisgegeben. Nach der politischen Wende von 1989 erfolgten Maßnahmen zum Ausbau der Infrastruktur. Dadurch erlangte der Tourismus eine wirtschaftliche Bedeutung. Die Textilfirma Alma Ltd, die in den 1990er Jahren etwa 400 Arbeiter beschäftigte, wurde 2007 stillgelegt.

## Wappen und Siegel
Das Wappen, das Wolfgang Kraiger von Kraig am 20. Oktober 1482 im Auftrag des Königs an ‚Seine Getreuen in Newen Vistericz‘ … ‚Die Gerechtigkeit von Prag‘, verliehen hat, beinhaltet zwar nicht auch die Verleihung eines Stadtwappens. Dessen ungeachtet ist ein solches seit damals unverändert nachweisbar. Zugleich mit dem vorgenannten Stadtrecht von 1482 hat Neubistritz auch das Recht zur Siegelführung erneuert erhalten.
Matriken werden seit 1664 geführt

### Paulaner-Kloster

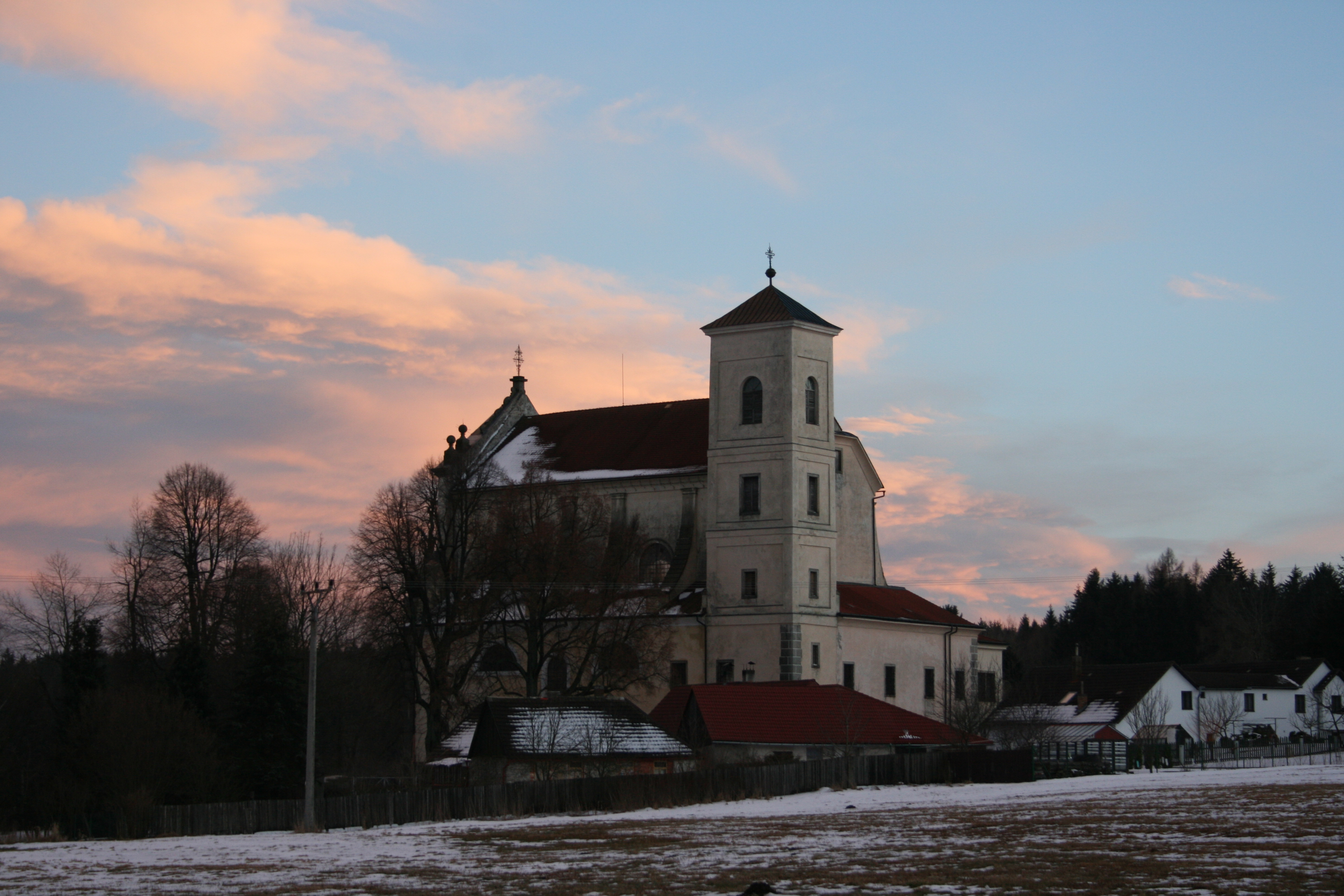
Paulaner-Kloster

Am 24. Juni 1501 stiftete Konrad Kraiger von Kraigk das östlich von Neubistritz gelegene Paulaner-Kloster und übertrug ihm zur Dotation einen Wald bei Albern. Am 22. Juli 1533 wurde das Kloster von Täufern zerstört und dabei fast 40 Mönche und Pilger ermordet. 1615  kaufte  Lucie Otilie von Neuhaus, Gattin des Wilhelm Slavata von Chlum und Koschumberg das Kloster. Deren Sohn Adam Paul Slawata empfängt 1626 sechs Paulaner Mönche aus Burgund und in Folge renovierte sein Neffe, Ferdinand Wilhelm Slavata, die alte Kirche. In den Jahren 1665–1667 wurde ein einstöckiges Klostergebäude mit vier Flügeln und Paradiesgarten erbaut. Das neue Kloster wird „Heilbrunn“ (Sana cella) genannt.
Am 26. Juni 1668 wurde der Grundstein für die barocke Dreifaltigkeitskirche nach Plänen von Giovanni Domenico Orsi de Orsini und Francesco Caratti gesetzt, die 1679 vollendet wurde.
Im Rahmen der Josephinischen Reformen wurde das Kloster 1785 säkularisiert. Die Mönche zogen ins Pfarramt und im ehemaligen Kloster wurden eine Schule und eine Schmiede eingerichtet.
Die Klostergebäude wurden nach 1948 unter der Verwaltung einer Landwirtschaftsgenossenschaft ruiniert und schließlich 1959 von der Armee zerstört.

### Einwohnerentwicklung
Mit den Vororten Fichtau, Schäferei, Tiergarten
| Volkszählung                                                                                | Häuser | Einwohner insgesamt | Volkszugehörigkeit der Einwohner | Volkszugehörigkeit der Einwohner | Volkszugehörigkeit der Einwohner |
| Jahr                                                                                        | Häuser | Einwohner insgesamt | Deutsche                         | Tschechen                        | andere                           |
| 1790                                                                                        | 244    |                     |                                  |                                  |                                  |
| 1842                                                                                        | 368    | 3.450               |                                  |                                  |                                  |
| 1880                                                                                        | 499    | 3.692               | 3.548                            | 129                              | 15                               |
| 1890                                                                                        | 495    | 3.430               | 3.343                            | 70                               | 17                               |
| 1900                                                                                        | 505    | 3.215               | 3.181                            | 27                               | 7                                |
| 1910                                                                                        | 509    | 3.218               | 3.074                            | 124                              | 20                               |
| 1921                                                                                        | 535    | 2.802               | 2.385                            | 240                              | 177                              |
| 1930                                                                                        | 564    | 2.665               | 2.229                            | 313                              | 123                              |
| 1939                                                                                        |        | 2.824               |                                  |                                  |                                  |
| Quellen: Gerald Frodl, Walfried Blaschka: Die Kreise Neubistritz und Zlabings von A-Z. 2008 |        |                     |                                  |                                  |                                  |
| Statistickỳ lexikon obcí České Republiky 1992, Praha 1994                                   |        |                     |                                  |                                  |                                  |

## Gemeindegliederung
Die Gemeinde Nová Bystřice besteht aus den Ortsteilen
- Albeř (Albern) mit Terezín (Theresienthal)
- Artolec (Artholz)
- Blato (bis 1956 Žišpachy, deutsch Sichelbach)
- Hradiště (Burgstall)
- Hůrky (Adamsfreiheit)
- Klášter (Kloster) mit Klášter I (Kloster), Klášter II (Konrads) und Mýtinky (Braunschlag)
- Klenová (Leinbaum) mit Klenovské Samoty
- Nová Bystřice (Neubistritz) mit Mnich (Münichschlag) und Za Mnišským rybníkem bzw. Obora (Thiergarten)
- Nový Vojířov, (früher Český Peršlag bzw. Peršlák; deutsch Böhmisch Bernschlag)
- Ovčárna (Schäferei)
- Senotín (Zinolten)
- Skalka (Gebharz) und
- Smrčná (Fichtau).

Grundsiedlungseinheiten sind Albeř, Artolec, Blato, Hradiště, Hůrky, Klášter I, Klášter II, Klenová, Mnich, Mýtinky, Nová Bystřice, Nový Vojířov, Ovčárna, Senotín, Skalka, Smrčná und Za Mnišským rybníkem.
Das Gemeindegebiet gliedert sich in die Katastralbezirke Albeř, Artolec, Blato u Hůrek, Hradiště u Nové Bystřice, Hůrky, Klášter, Klenová u Hůrek, Konrac (Konrads), Mnich u Nové Bystřice, Nová Bystřice, Nový Vojířov, Senotín und Skalka u Nové Bystřice.

## Städtepartnerschaften
- Heidenreichstein, Österreich

## Sehenswürdigkeiten
- Burg Landštejn
- Brunnen auf dem Stadtplatz aus dem Jahr 1656
- Jüdischer Friedhof, 500 Meter nördlich der Stadt
- Museum der tschechoslowakischen Befestigung
- Neuhauser Lokalbahn (JHMD), betreibt den regelmäßigen Personen- und Güterverkehr auf der Schmalspurbahn nach Jindřichův Hradec (Spurweite 760 mm)
- Pestsäule und Brunnen mit der Sankt-Lukas-Statue
- Pfarrkirche St. Peter und Paul wurde 1355 errichtet und nach dem Dreißigjährigen Krieg im Stil des Barock umgebaut
- Renaissancefassade des Rathauses stammt aus dem Jahr 1654
- Schloss Nová Bystřice entstand im 16. Jahrhundert an der Stelle einer Burg aus dem 13. Jahrhundert[18]
- St.-Katharina-Kirche wurde 1585 durch Wilhelm Kraiger von Kraigk im Stil der Renaissance errichtet. Sie diente zunächst als Friedhofskirche und wurde 1685 umgebaut.
- Stadtmauern
- Stein der Republik vor der ehemaligen Kaserne Peršlák aus dem Jahr 1938.

## Söhne und Töchter der Stadt
- Bernhard Merth (1864–1922), Pädagoge, Verfasser von Sprachbüchern
- Josef Mauczka (1872–1917), Universitätsprofessor in Czernowitz und Prag
- Paula Müller-Lützenburger (1888–1951), Assistentin an der Wiener Kunstakademie, Blumen- und Landschaftsmalerin
- Emil Garhofer (1889–1961), Handelskammerpräsident
- Joseph Peter Weinmann (1896–1960), österreichisch-US-amerikanischer Zahnarzt und Hochschullehrer
- Ferdinand Chaloupek (1900–1988), Nationalratabgeordneter
- Hans Hadam (1913–1998), Heimatforscher
- Gerhard Swoboda (1923–1974), Maler und Grafiker
- Ingild Janda-Busl (* 1941), Autorin und Ärztin